# Kentfield
Kentfield és una concentració de població designada pel cens dels Estats Units a l'estat de Califòrnia. Segons el cens del 2000 tenia 6.351 habitants.

## Demografia
Segons el cens del 2000, Kentfield tenia 6.351 habitants, 2.506 habitatges, i 1.806 famílies. La densitat de població era de 817,4 habitants/km².
Dels 2.506 habitatges en un 34,2% hi vivien nens de menys de 18 anys, en un 62,3% hi vivien parelles casades, en un 7,6% dones solteres, i en un 27,9% no eren unitats familiars. En el 21,5% dels habitatges hi vivien persones soles el 8,4% de les quals corresponia a persones de 65 anys o més que vivien soles. El nombre mitjà de persones vivint en cada habitatge era de 2,52 i el nombre mitjà de persones que vivien en cada família era de 2,94.
Per edats la població es repartia de la següent manera: un 25% tenia menys de 18 anys, un 3,4% entre 18 i 24, un 22% entre 25 i 44, un 32,9% de 45 a 60 i un 16,7% 65 anys o més.
L'edat mitjana era de 45 anys. Per cada 100 dones de 18 o més anys hi havia 88,9 homes.
La renda mitjana per habitatge era de 117.457 $ i la renda mitjana per família de 154.673 $. Els homes tenien una renda mitjana de 88.000 $ mentre que les dones 59.286 $. La renda per capita de la població era de 79.459 $. Entorn del 2,8% de les famílies i el 3,7% de la població estaven per davall del llindar de pobresa.

## Poblacions més properes
El següent diagrama mostra les poblacions més properes.